# Université de l'Alliance
L'Université de l'Alliance (anglais : Covenant University) est une université chrétienne évangélique privée située à Ota, Lagos, Nigeria. Elle est affiliée à Living Faith Church Worldwide.

## Histoire
L'université est fondée en 2002 par la Living Faith Church Worldwide,. Cette même année, elle reçoit l'accréditation du gouvernement.
En 2008, elle est élue meilleure université privée du Nigéria par la Nigeria’s National Universities Commission. En 2015, elle est nommée meilleure université du Nigéria et 15e d'Afrique par Webometrics.

## Controverses
En 2007, une enquête pour des tests présumés de dépistage du VIH sur des étudiants a été menée par la Commission  nationale des universités. L'université a répondu qu'il ne s'agissait pas de tests de dépistage du VIH, mais de tests médicaux généraux d'admission.

## Procès
Des étudiants ont été renvoyés pour ne pas avoir respecté le code de conduite de l'université, notamment pour avoir consulté de la pornographie, fumé ou ne pas avoir assisté aux services ,. En 2013, un ancien étudiant a poursuivi l'école en justice pour avoir été expulsé sans audition appropriée sur des allégations de consultation de pornographie et d'écoute de musique profane. L'affaire a été ajournée.

## Campus

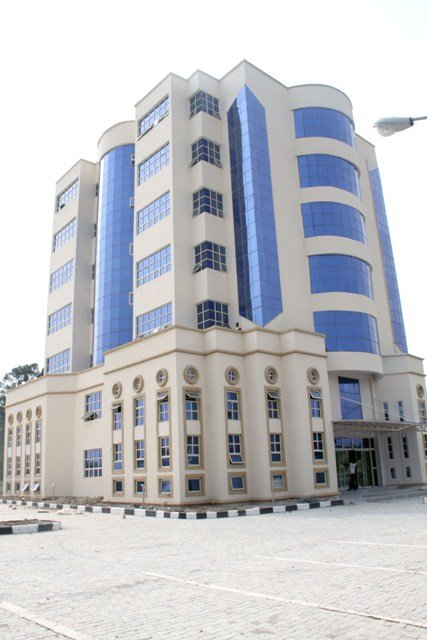
Senate Building (Bâtiment de l'administration)
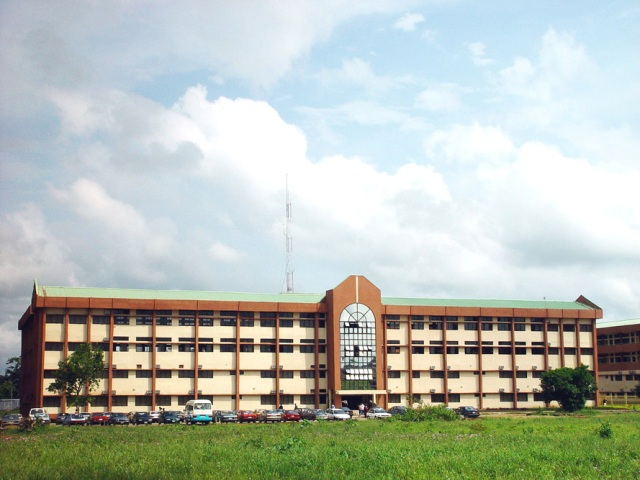
College of Development Studies (Collège des études de développement)
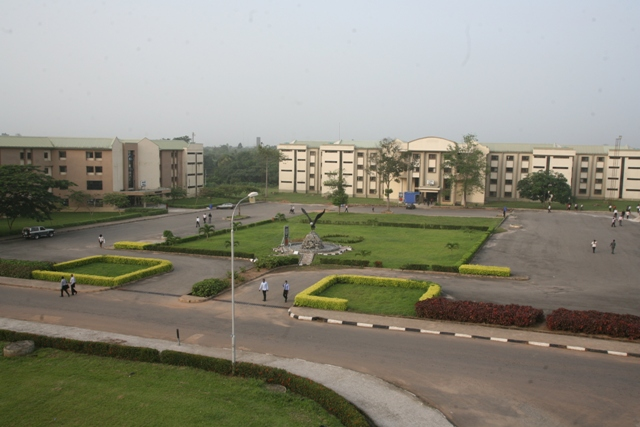
Résidences
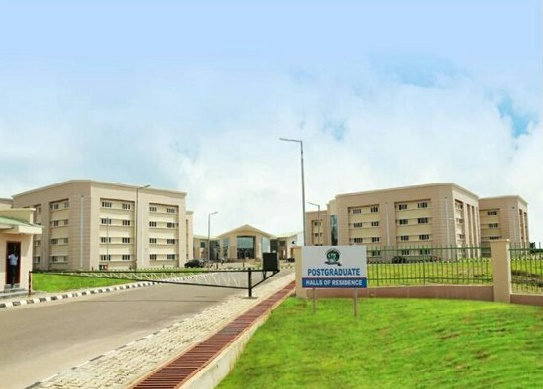
Résidences
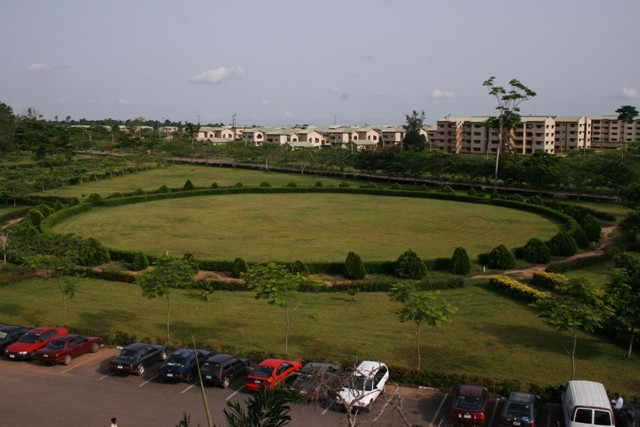
Vue sur le campus